# محوطه تازه‌آباد ۴
محوطه تازه آباد ۴ مربوط به دوره اشکانیان - دوره ساسانیان است و در شهرستان گیلانغرب، بخش مرکزی، دهستان چله، ۶۰۰ متری شمال روستای تازه آباد واقع شده و این اثر در تاریخ ۲۶ اسفند ۱۳۸۷ با شمارهٔ ثبت ۲۵۴۶۱ به‌عنوان یکی از آثار ملی ایران به ثبت رسیده است.